# Jorge Volpi
Jorge Luis Volpi Escalante (Città del Messico, 10 luglio 1968) è uno scrittore e saggista messicano, fondatore negli anni novanta della Generación del crack ("generazione della crepa", intesa come rottura con la precedente generazione di scrittori del cosiddetto Boom latinoamericano) con Eloy Urroz, Ignacio Padilla e Pedro Angel Palou.
Lavora a Puebla, presso la Fundación Universidad de las Américas (UDLA).

## Biografia
Studia Giurisprudenza e Letteratura presso l'Universidad Nacional Autónoma de México (UNAM) de la Ciudad e riceve un Ph.D. in Filologia spagnola presso l'Universidad de Salamanca - Spagna. Diventa quindi avvocato e trova un posto nello studio legale del più anziano collega Diego Valadés, che ha diversi contatti con il Governo; lavora come avvocato per due anni, poi si decide a diventare scrittore di professione.
Contribuisce significativamente a fondare il movimento della generación del crack, convinto che la letteratura latinoamericana debba andare oltre il Realismo magico dei tempi d'oro e che la letteratura messicana debba concentrarsi più su sé stessa. Lui in particolare guarda a Juan Rulfo, Carlos Fuentes e Octavio Paz come ai modelli da seguire, mentre Padilla, ad esempio, si dimostra più legato a Borges.
Nel 2007 viene eletto direttore del Canale 22, l'emittente culturale sponsorizzata dal Governo messicano.
Ha raggiunto una certa fama grazie al romanzo En busca de Klingsor (In cerca di Klingsor), pubblicato nel 1999, al termine dell'avventura della generación del crack; per esso vince il Premio Biblioteca Breve.

## Opere principali
- La imaginacion y el poder: una historia intelectual de 1968, Mexico, Era, 1998
- En busca de Klingsor, Barcelona, Seix Barral, 1999; trad. it. In cerca di Klingsor, traduzione di Bruno Arpaia, Milano, Mondadori, 2000
- El fin de la locura, Barcelona, Seix Barral, 2003
- Sonata per arpa, fluto, oboe e cello: opus 1, Barcelona, Seix Barral, 2003
- La guerra y las palabras: una historia del alzamiento zapatista de 1994, Barcelona, Seix Barral, 2004
- No será la tierra, Madrid, Alfaguara, 2006; trad. it. Non sarà la terra, traduzione di Bruno Arpaia, Milano, Mondadori, 2010
- El jardín devastado, Madrid, Alfaguara, 2008
- Oscuro bosque oscuro: una historia de terror, Madrid, Salto de página, 2010
- Leer la mente: el cerebro y el arte de la ficción, México, Alfaguara, 2011
- Memorial del engaño, Madrid, Alfaguara, 2014; trad. it. Memoriale dell’inganno, traduzione di Bruno Arpaia, Milano, Mondadori, 2015
- Las elegidas, Alfaguara, 2015 (da cui è stato tratto l'omonimo film "The chosen ones" di D. Pablos)
- Una novela criminal, Alfaguara, 2018; trad. it. Un romanzo messicano, traduzione di Bruno Arpaia, Milano, Bompiani, 2021